# Kotoamatsukami
Koto-ama-tsu-kami (jap. 別天津神 koto-ama-tsu-kami, pol. wyróżnione duchy nieba) – w mitologii japońskiej zbiorczy termin określający piątkę najstarszych, niebiańskich kami. Obejmuje on trójcę bóstw, które jako pierwsze wyłoniły się z przedwiecznego chaosu: Amenominakanushi, Takamimusubi i Kamimusubi, oraz narodzone tuż po nich Umashiashikabihikoji i Amenotokotachi.